# Rainer Pethran
Rainer Pethran (* 26. November 1950 in Augsburg; † 2. September 2019 in München) war ein deutscher Basketballspieler.

## Laufbahn
Der zwei Meter große Flügelspieler nahm mit der bundesdeutschen Nationalmannschaft an den Olympischen Sommerspielen 1972 in München teil. In neun Spielen während des olympischen Turniers verbuchte er einen Punkteschnitt von 5,5 je Begegnung. Ein Jahr vor den Spielen in München gehörte Pethran auch zum bundesdeutschen Kader bei der erstmals in Deutschland ausgetragenen Europameisterschaft.
Auf Vereinsebene spielte Pethran für den USC München in der Basketball-Bundesliga, mit dem er 1971 deutscher Vizemeister wurde. Hinzu kamen Europapokaleinsätze.
Beruflich wurde er nach der Leistungssportkarriere unter anderem als leitender Mitarbeiter eines Beratungs- und Betriebsunternehmens für Schwimmbäder und Freizeitanlagen tätig.